# Літачок Ліп (мультфільм)
«Літачок Ліп» — український анімаційний фільм 2000 року студії Укранімафільм, режисер — Наталя Марченкова. За мотивами казки Наталі Вовк «Літачок-рятівничок».

## Сюжет
Про життя та пригоди літачка Ліпа, який мріяв подорожувати далеко за океани, щоб подивитися різні держави та їх звичаї. Але йому не довіряли такі відповідальні та тривалі рейси, що, звісно, засмучувало Ліпа. І ось одного разу йому довелося врятувати хворого хлопчика, чим він заслужив загальне визнання і повагу.

## Над фільмом працювали
- Автор сценарію: Н. Заварова, за мотивами казки Наталі Вовк;
- Режисер: Наталя Марченкова;
- Художник-постановник: Сергій Сашніков;
- Композитор: Олександр Спаринський;
- Художник: Наталія Лисенко;

- Асистент: Ада Лапчинська;

- Художники-аніматори: Надія Данилова, Юлія Іванова, Олег Педан, Євген Альохін, Олег Цуріков (у титрах О. Цуриков), Наталія Лисенко, Наталя Марченкова;
- Комп'ютерна обробка: О. Лаврик, Віктор Радкевич, С. Атаманчук;
- Фільм озвучили: Олена Василенко, Д. Доліна, Т. Ліпницька, К. Іващенко;
- Режисер монтажу: Юна Срібницька (у титрах Ю. Сребницька);
- Редактор: Світлана Куценко;
- Директор знімальної групи: В'ячеслав Кілінський.